# (25103) Kimdongyoung
(25103) Kimdongyoung es un asteroide perteneciente al cinturón de asteroides, descubierto el 14 de septiembre de 1998 por el equipo del Lincoln Near-Earth Asteroid Research desde el Laboratorio Lincoln, Socorro, Nuevo México.

## Designación y nombre
Designado provisionalmente como 1998 RC51. Fue nombrado en honor de Kim Dongyoung (nacido en 1991) quien obtuvo el primer puesto en la Feria Internacional de Ciencias e Ingeniería de Intel de 2008 por su proyecto de informática. También recibió el premio Seaborg SIYSS. Asiste a la Academia de Liderazgo Minjok de Corea, Anheung, Gangwon, Corea del Sur.

## Características orbitales
Kimdongyoung está situado a una distancia media del Sol de 2,389 ua, pudiendo alejarse hasta 2,779 ua y acercarse hasta 1,999 ua. Su excentricidad es 0,163 y la inclinación orbital 4,112 grados. Emplea 1348,73 días en completar una órbita alrededor del Sol.

## Características físicas
La magnitud absoluta de Kimdongyoung es 14,95. 